# Charte internationale Espace et catastrophes majeures
 (septembre 2023).
Si vous disposez d'ouvrages ou d'articles de référence ou si vous connaissez des sites web de qualité traitant du thème abordé ici, merci de compléter l'article en donnant les références utiles à sa vérifiabilité et en les liant à la section « Notes et références ».

Membres de la charte.

La Charte internationale Espace et catastrophes majeures est une initiative de collaboration internationale, grâce à laquelle des données et des informations satellitaires sont disponibles au profit des organisations de gestion de crise en cas de catastrophes majeures.
Cette initiative mobilise des agences spatiales et fournisseurs de données dans le monde entier qui mettent à disposition leurs satellites par le biais d'un seul point d'accès qui fonctionne 24 heures sur 24, 7 jours sur 7, et sans aucuns frais pour l'utilisateur.
Créée en 1999, la Charte a mis à profit des données spatiales pour aider à la gestion des crises à la suite de catastrophes naturelles soudaines, telles que des inondations, des ouragans, des tsunamis, des tremblements de terre, des glissements de terrain, des feux de forêt, des éruptions volcaniques, ainsi qu'à la suite de catastrophes technologiques, comme des marées noires et des accidents industriels.

## Historique
Lancée par l'Agence spatiale européenne (ESA) et l'agence spatiale française (CNES) après la conférence UNISPACE III qui s'est tenue à Vienne en Autriche, en juillet 1999, la Charte entre officiellement en vigueur le 1er septembre 2000 après que l'Agence spatiale canadienne a signé la Charte le 20 octobre 2000. Au cours des années suivantes, le nombre de membres de la Charte est passé de trois agences fondatrices à 17 agences spatiales dans le monde entier, avec 270 satellites participants.
Activée pour la première fois à la suite d'un glissement de terrain déclenché par des pluies intenses en Slovénie en novembre 2000, la Charte a depuis apporté des moyens d'observation de la Terre lors de catastrophes majeures telles que les inondations, les cyclones, les tsunamis, les tremblements de terre, les glissements de terrain, les incendies de forêt et les éruptions volcaniques, ainsi que les accidents industriels ou les grandes marées noires. En outre, d'autres types de catastrophes ont bénéficié des données satellitaires, comme les catastrophes technologiques, la disparition de navires ou d'avions ou les tempêtes de sable.
Au total, en février 2023, la Charte a été activée pour plus de 797 catastrophes dans 154 pays.
En 2017, la Charte remporte le prix William Thomas Pecora, qui est décerné chaque année pour récompenser les contributions exceptionnelles utilisant la télédétection pour comprendre la Terre, former la prochaine génération de scientifiques, informer les décideurs ou soutenir la réponse aux catastrophes naturelles ou d'origine humaine.
Selon The Conversation, les trois quarts des activations de la charte sont dues à des phénomènes hydrométéorologiques, qui comprennent principalement les inondations, les tempêtes et ouragans.

## Membres de la charte
La Charte internationale regroupe 17 agences spatiales et opérateurs de systèmes spatiaux du monde entier suivants, qui fournissent des images de leurs satellites : 
- Agencia Bolivariana Para Actividades Espaciales (ABAE)
- Agence spatiale canadienne (CSA)
- Centre national d'études spatiales (CNES)
- Administration spatiale nationale chinoise (CNSA)
- Comisión Nacional de Actividades Espaciales (CONAE)
- Deutsches Zentrum für Luft- und Raumfahrt (DLR)
- European Organisation for the Exploitation of Meteorological Satellites (EUMETSAT)
- Agence spatiale européenne (ESA)
- Organisation indienne pour la recherche spatiale (ISRO)
- Institut national de recherches spatiales (INPE)
- Agence d'exploration aérospatiale japonaise (JAXA)
- Institut coréen de recherche aérospatiale (KARI)
- National Oceanic and Atmospheric Administration (NOAA)
- Roscosmos
- United Arab Emirates Space Agency (UAESA) / Centre spatial Mohammed bin Rashid (MBRSC)
- Agence spatiale du Royaume-Uni (UKSA)
- Institut d'études géologiques des États-Unis (USGS)

## Organisation et fonctionnement
La charte définit comme catastrophe « tout événement de grande ampleur, soudain, unique et incontrôlé, entraînant la perte de vies humaines ou des dommages aux biens et à l'environnement et nécessitant une action urgente d'acquisition et de fourniture de données ».
L'activation est décidée par un « utilisateur autorisé », le plus souvent membre dirigeant d'un organisme de sécurité civile du pays concerné. Pour chaque activation de la Charte, un chef de projet est désigné pour assister l'utilisateur tout au long du processus.
Lorsqu'une catastrophe survient, les satellites sont le dirigés le plus rapidement possible vers les zones concernées. Une soixantaine de satellites sont utilisés, parmi lesquels TanDEM-X, QuickBird, RADARSAT, Landsat-7/8, SPOT, Pléiades, Sentinel-2. Les appareils sont utilisés pour produire des images satellites mais aussi des images radar, qui sont dans un second temps retravaillées pour améliorer leur qualité, puis utilisées conjointement par les opérateurs de satellites et les secouristes sur le terrain.